# Vervoer in België
De volgende tabel bevat basisgegevens over het vervoer in België.
| Spoorwegen:                           | 3536 km (2.950 km geëlektrificeerd) (2004) |
| –normaalspoor:                        | 3536 km: 1,435 m (2950 km geëlektrificeerd) |
| –smalspoor:                           | 67 km: 1 m; 0 km: 0,76 m (2002) |
| Wegen:                                | 150.567 km (2004) |
| – verhard:                            | 117.777 km (waaronder 1747 km snelwegen) |
| – onverhard:                          | 32.790 km (2004) |
| Vaarwegen:                            | 1570 km (routelengte in regelmatig commercieel gebruik) (2001) |
| Pijpleidingen:                        | aardolie 161 km; aardolieproducten 1167 km; aardgas 3300 km |
| Havens:                               | Antwerpen, Brugge-Zeebrugge, Charleroi, Gent, La Louvière, Luik, Brussel, Namen, Oostende, Genk                                                                                     |
| Koopvaardij:                          | 20 schepen (1000 GRT of meer) 32.215 GRT/55.725 DWT |
| – schepen per type:                   | lading 6, chemische tanker 10, aardolietanker 4, omvat een aantal buitenlandse schepen die hier onder (goedkope) Belgische vlag worden geregistreerd: Finland 1, Nederland 3 (2002) |
| Luchthavens:                          | 42 (2002) |
| Luchthavens - verharde landingsbanen: | 25 |
| – meer dan 3047 m:                    | 6 |
| – 2438 tot 3047 m:                    | 8 |
| – 1524 tot 2437 m:                    | 3 |
| – 914 tot 1523 m:                     | 1 |
| – onder 914 m:                        | 7 (2002) |
| Luchthavens - met onverharde banen:   | 17 |
| – 914 tot 1523 m:                     | 2 |
| – onder 914 m:                        | 15 (2002) |
| Helivliegvelden:                      | 1 (2002) |